# Ceca
Svetlana Ražnatović (srbskou cyrilicí Светлана Ражнатовић, [sʋětlana raʒnǎːtoʋitɕ]IPA, rozená Veličković, * 14. června 1973 Žitorađa) též známá pod svým uměleckým jménem Ceca (srbskou cyrilicí Цеца, [tsěːtsa]IPA) je srbská turbofolková zpěvačka a jedna z nejpopulárnějších zpěvaček v Srbsku vůbec. Kariéru folkové zpěvačky započala v roce 1988.
Je jednou z nejlépe placených umělců v srbském hudebním průmyslu. Věnuje se srbskému modernímu folku, popu a taneční hudbě. Vystupuje s různými typy hudby, hlavně s balkánským/jihoevropským folkem nebo popem s etnografickými prvky.
Vzhledem ke své obrovské popularitě je někdy nazývána Matkou Srbska Po svém manželovi Željko Ražnatovičovi obviněném z válečných zločinů se stala prezidentkou bělehradského fotbalového klubu FK Obilić.

## Rodina a mládí
Ceca, vlastním jménem Svetlana Veličković (srbskou cyrilicí Светлана Величковић, [ʋělitʃkoʋitɕ]IPA), se narodila ve městě Žitorađa, v tehdejší Jugoslávii. Žila s rodiči, otcem Slobodanem a matkou Mirou až do roku 1991, když utekla do Švýcarska se svým přítelem v 18 letech. Má sestru jménem Lidija.

## Kariéra
Na veřejnosti poprvé vystoupila v 9 letech, ve svém rodném městě Žitorađa. O čtyři roky později, ve třinácti letech zpívala v hotelu na pobřeží Černé Hory, kde byla na dovolené s rodiči. Zde si jí všiml uznávaný zpěvák a harmonikář Mirko Kodić, který jí pomohl k nahrání debutového studiového alba Cvetak Zanovetak (1988). V patnácti letech vystupovala na Ilidžském hudebním festivale v Sarajevu, kde se svou písní „Cvetak Zanovetak“ celou soutěž vyhrála a píseň se následně stala velkým hitem.
Její první dvě alba Cvetak Zanovetak (Цветак зановетак, 1988) a Ludo srce (Лудо срце, 1989) jsou v tradičním srbském lidovém hudebním stylu. Třetím albem Pustite me da ga vidim/To Miki (Пустите ме да га видим/То Мики) se rychle stala velmi populární dospívající hvězdou a idolem pro mnoho lidí v Srbsku. Album se stalo hitem hlavně v bývalé Jugoslávii. Stala se nejprodávanějším umělcem pro vydavatelství PGP-RTB, které vlastní vysílatel RTS, a třetí nejprodávanější lidovou umělkyní v Jugoslávii (za Lepou Brenou a Draganou Mirković). Ve stejném směru pokračovala na svém dalším album Babaroga (Бабарога, 1991). Na album je videoklip k písni „Hej vršnjaci“ (Хеј вршњаци), který je složen ze záběrů z jejích osmnáctých narozenin.
V 17 letech byla obsazena do role Koštany, krásné cikánské zpěvačky a tanečnice, ve filmu Nečista krv (Нечиста крв) založeném na pracích srbského dramatika a romanopisce Borisava Stankoviće. Ve filmu si zahrála spolu i s Majou Stojanović, Radem Šerbedžijou, Ljubou Tadićem, Tzvetanou Manevou.
Následně spolupracovala se skladatelkou Marinou Tucaković a později s mladým chráněncem Aleksandarem Milićem Mili, se kterým ve spolupráci pokračuje dodnes. S dalšími třemi alby Šta je to u tvojim venama (Шта је то у твојим венама, 1993), Ja još spavam u tvojoj majici (Ја још спавам у твојој мајици, 1994) a Fatalna ljubav (Фатална љубав, 1995) se popularita stále zvyšovala. Alba zahrnují hity jako „Nije monotonija“ a dvě coververze písní Hanky Paldum „Tražio si sve“ a „Volela sam volela“. S modernější hudební produkcí, videoklipy a vyvíjejícím se styl její popularita rostla, o čemž svědčí její album z roku 1996 Emotivna luda (Емотивна луда, 1996) a album z roku 1997 Maskarada (Маскарада, 1997). Píseň „Nevaljala“ z alba Maskarada se stal hitem #1 v Srbsku 17 po sobě jdoucích týdnů. V roce 1996 se jí narodil syn Veljko a v roce 1998 dcera Anastasija.
V roce 1999 vydala desáté studiové album Ceca 2000 (Цеца 2000, 1999), které obsahuje několik hitů: „Crveno“ a 2 coververze „Crni sneg“ a „Sviće dan“. Její jedenácté album Decenija (Деценија, 2001) obsahuje dva hity: „Tačno je“ a titulní skladbu. Dvanácté album Gore od ljubavi (Горе од љубави) bylo vydáno v roce 2004 a její třinácté studiové album Idealno loša (Идеално лош, 2006) obsahuje hity „Manta, manta“ a „Koža pamti“. Čtrnácté studiové album Ljubav živi (Љубав живи) bylo vydáno v červnu 2011, následovala alba Poziv (Позив) – v roce 2013 – a nejnověji Autogram (Аутограм) z roku 2016. Hudební styl zvaný různě, ale nejčastěji „turbofolk“ (ale třeba i čalga apod.) je na balkáně velmi populární a Ceca Ražnatović je jeho nekorunovanou královnou. Několik let již tradičně vydává pod labelem Ceca Music.
Dosud prodala přes deset milionů kusů alb, a to zejména v balkánských zemích. V červnu 2013 uskutečnila koncert v Bělehradě před tisíci fanoušky k jejím 40. narozeninám.

## Diskografie

### Studiová alba
- Cvetak zanovetak („Цветак зановетак“, 1988)
- Ludo srce („Лудо срце“, 1989)
- Pustite me da ga vidim („Пустите ме да га видим“, 1990)
- Babaroga („Бабарога“, 1991)
- Šta je to u tvojim venama („Шта је то у твојим венама“, 1993)
- Ja još spavam u tvojoj majici („Ја још спавам у твојој мајици“, 1994)
- Fatalna ljubav („Фатална љубав“, 1995)
- Emotivna luda („Емотивна луда“, 1996)
- Maskarada („Маскарада“, 1997)
- Ceca 2000 („Цеца 2000“, 1999)
- Decenija („Деценија“, 2001)
- Gore od ljubavi („Горе од љубави“, 2004)
- Idealno loša („Идеално лоша“, 2006)
- Ljubav živi („Љубав живи“, 2011)
- Poziv („Позив“, 2013)
- Autogram („Аутограм“, 2016)

### Živá alba
- To Miki („То Мики“, 1990)
- Babaroga („Бабарога“, 1991)
- Kukavica + Tašmajdan (1993)
- Hala Pionir („Хала Пионир“, 1995)
- Marakana („Маракана“, 2002)
- Live Ušće Beograd („Цеца Ушће Београд“, 2006)
- Live Ušće 2 („Цеца Ушће 2“, 2013)

### Remixovaná alba
- London MIX (2005)
- C – Club („Ц – Клуб“, 2012)

### Singly
- Ne zanosim se ja („Не заносим се ја“)

## Filmografie
- Sve O Ceci… (1993)
- Svadba Decenije (1995)
- Nečista krv (Нечиста крв, 1996)
- Usce live dvd (2006)
- Making Of „Gore Od Ljubavi“ (2004)
- Ceca specijal (2012)